# Natica cabrerai
Natica cabrerai is een slakkensoort uit de familie van de Naticidae. De wetenschappelijke naam van de soort is voor het eerst geldig gepubliceerd in 2000 door Kase & Shigeta.